# 富士山駅 (長野県)
富士山駅（ふじやまえき）は、かつて長野県小県郡塩田町（現在の上田市富士山）にあった上田丸子電鉄西丸子線の駅（廃駅）である。

## 概要
駅は富士山村→東塩田村・塩田町富士山地区の中心地町屋地区にあった。駅は村役場（編入合併と同時に廃止）・村立富士山尋常高等小学校・国民学校・小中学校、合併後単独設置された村立東塩田中学校の最寄り駅であった。駅舎に住居が併設されており、駅員が在住していた。
路線の廃止後はバス停留所となっている。また、駅跡は老朽化は進んでいるが完全な形で残っており、現在も民家の物置として使用されている。

## 歴史
- 1926年（大正15年）8月12日：上田温泉電軌依田窪線の駅として開業。
- 1939年（昭和14年）8月30日：上田電鉄に社名変更。地方鉄道となり西丸子線と改称。
- 1943年（昭和18年）10月21日：上田電鉄と丸子鉄道が合併して上田丸子電鉄が発足。上田丸子電鉄の西丸子線の駅となる。
- 1961年（昭和36年）6月29日：同月25日の梅雨前線豪雨被害により休止となる。
- 1963年（昭和38年）11月1日：西丸子線廃止にともない廃駅となる。

## 駅構造
1面1線のホームと待合室がある有人駅であった。

## 隣の駅
上田丸子電鉄
西丸子線
東塩田駅 - 富士山駅 - 馬場駅